# Palais-musée de Tsarskoïe Selo
Tsarskoïe Selo, (Царское Село (музей-заповедник)) est un complexe muséal de la ville de Pouchkine en Russie.

## Histoire
Il regroupe un ensemble de palais et de leurs parcs qui furent la résidence de la famille régnante de Russie avant d'être converti en musée en 1918. Il porte ce nom depuis 1992. Le bâtiment emblématique de cet ensemble est le Palais Catherine, bien souvent confondu avec l'ensemble du complexe.

## Illustrations des bâtiments

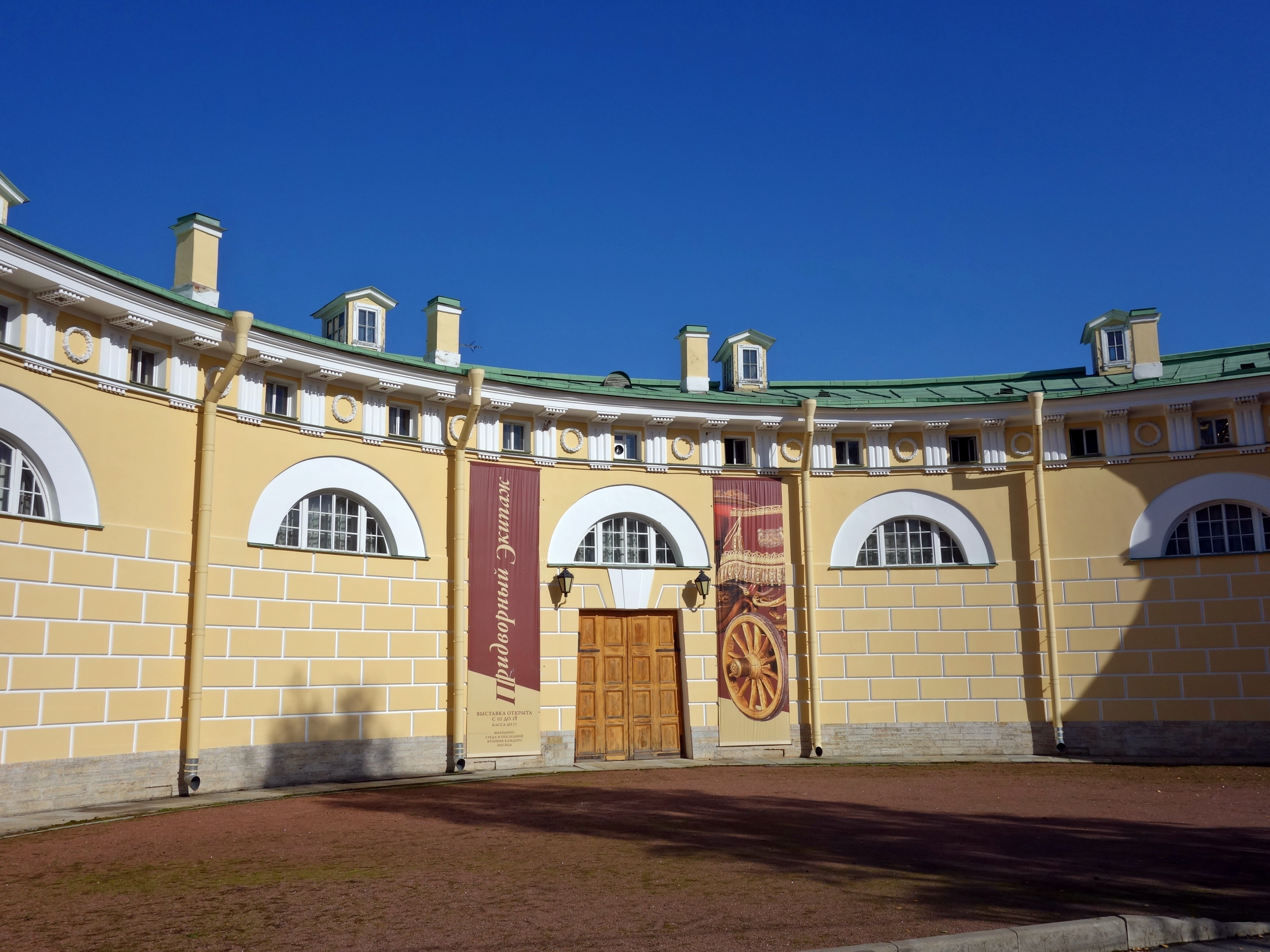
Écuries
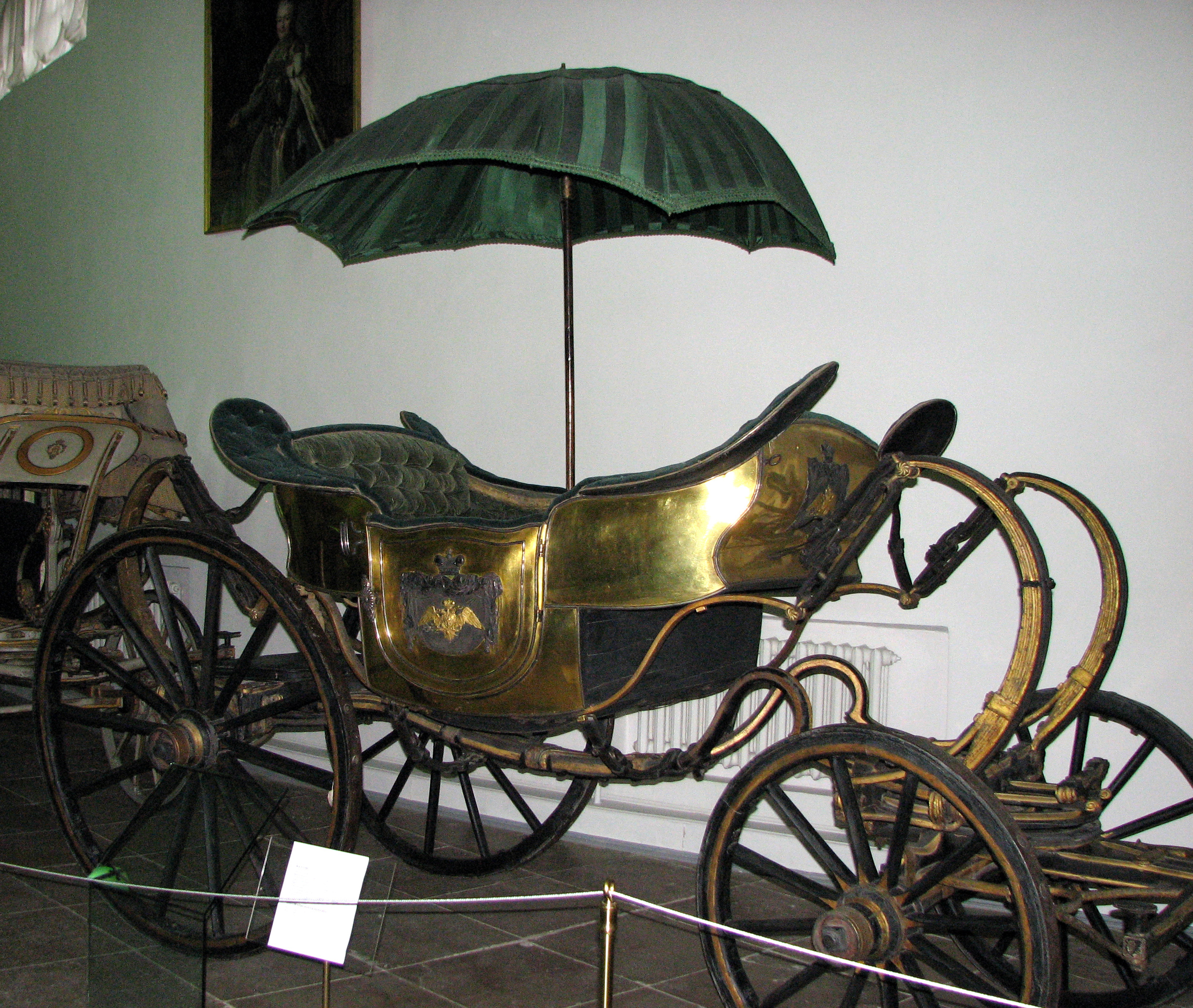
avec un phaeton.
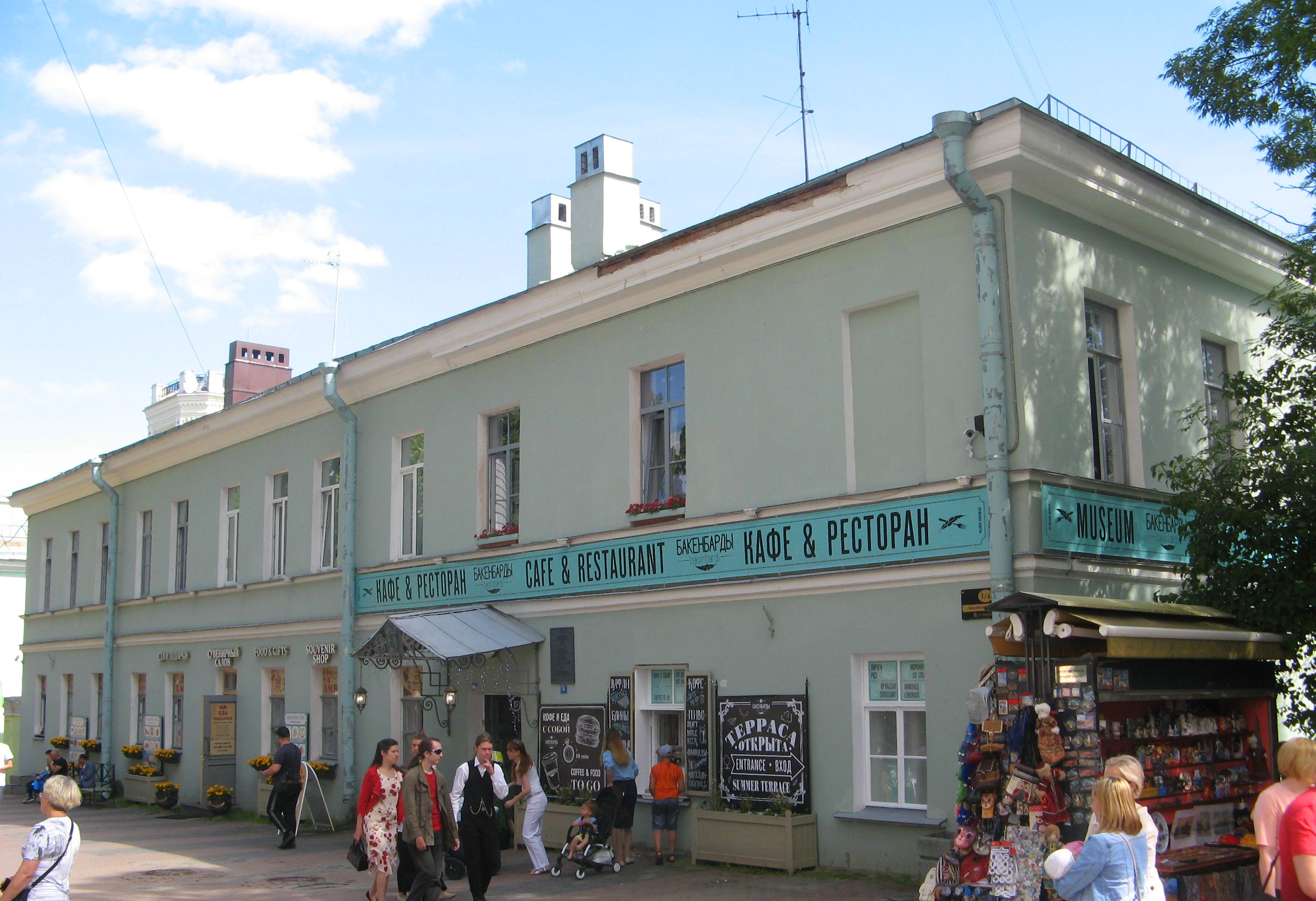
La maison des cavaliers.
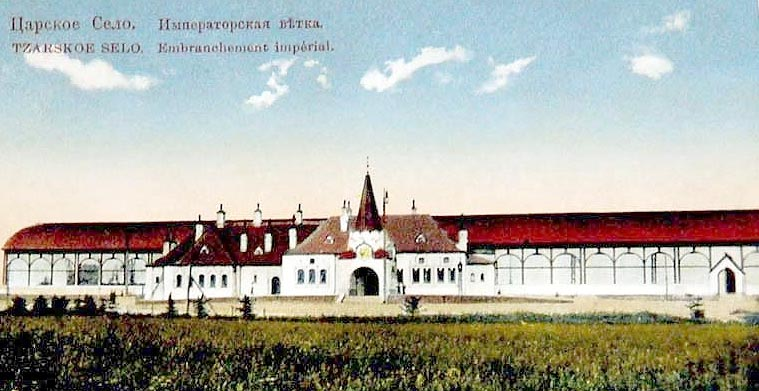
Gare impériale de Tsarskoïe Selo.
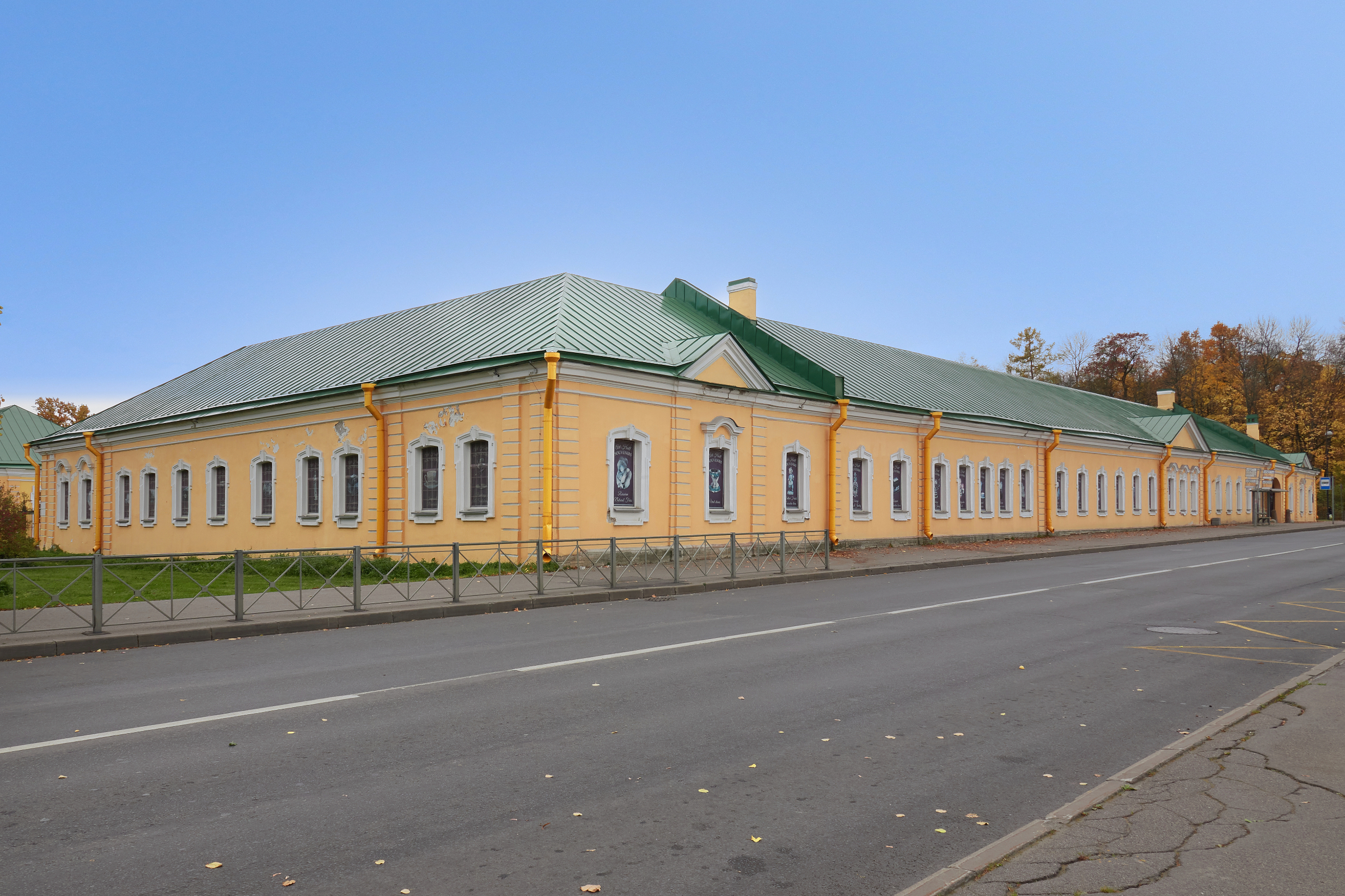
Les petites écuries.
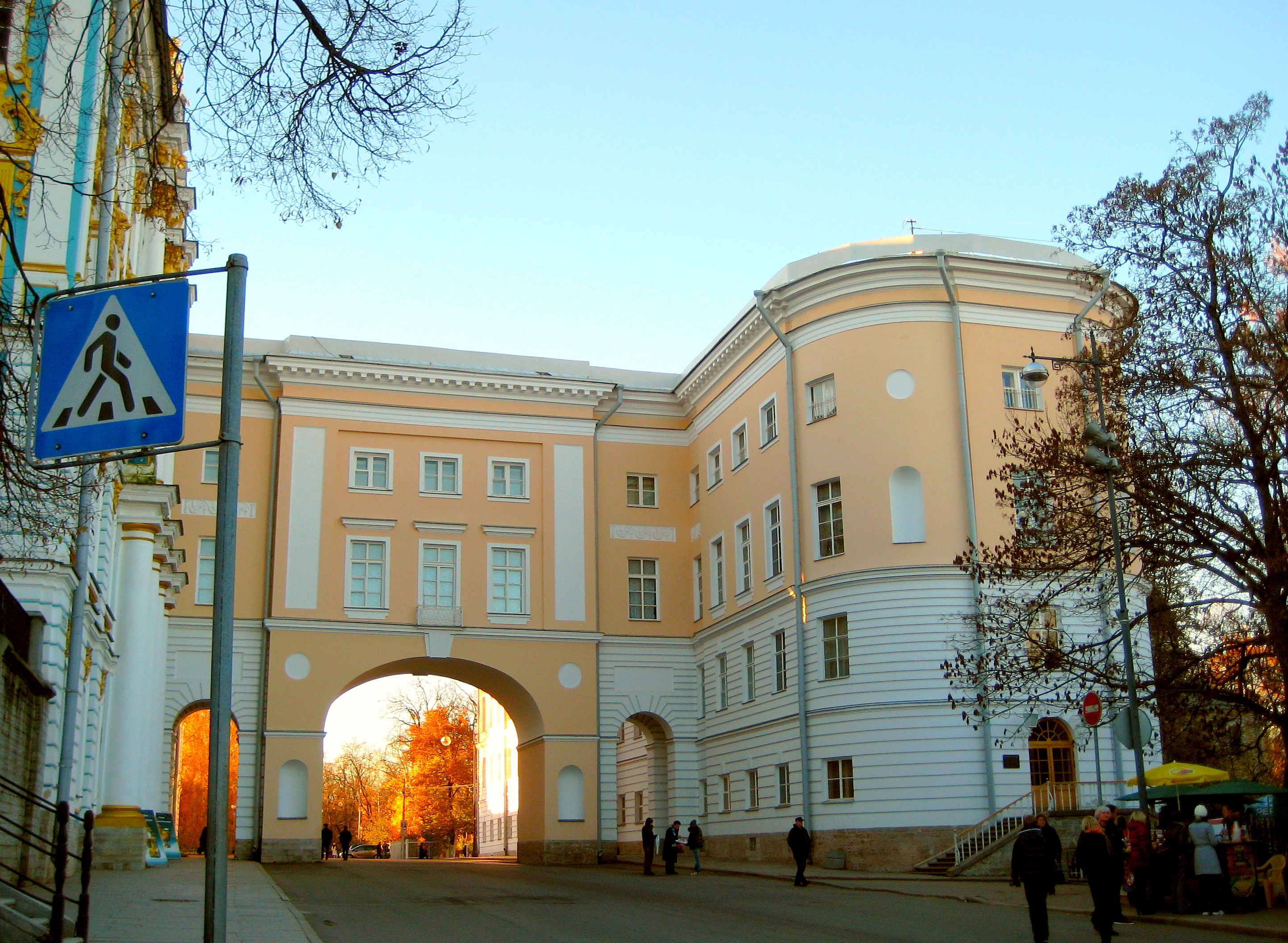
Le lycée.
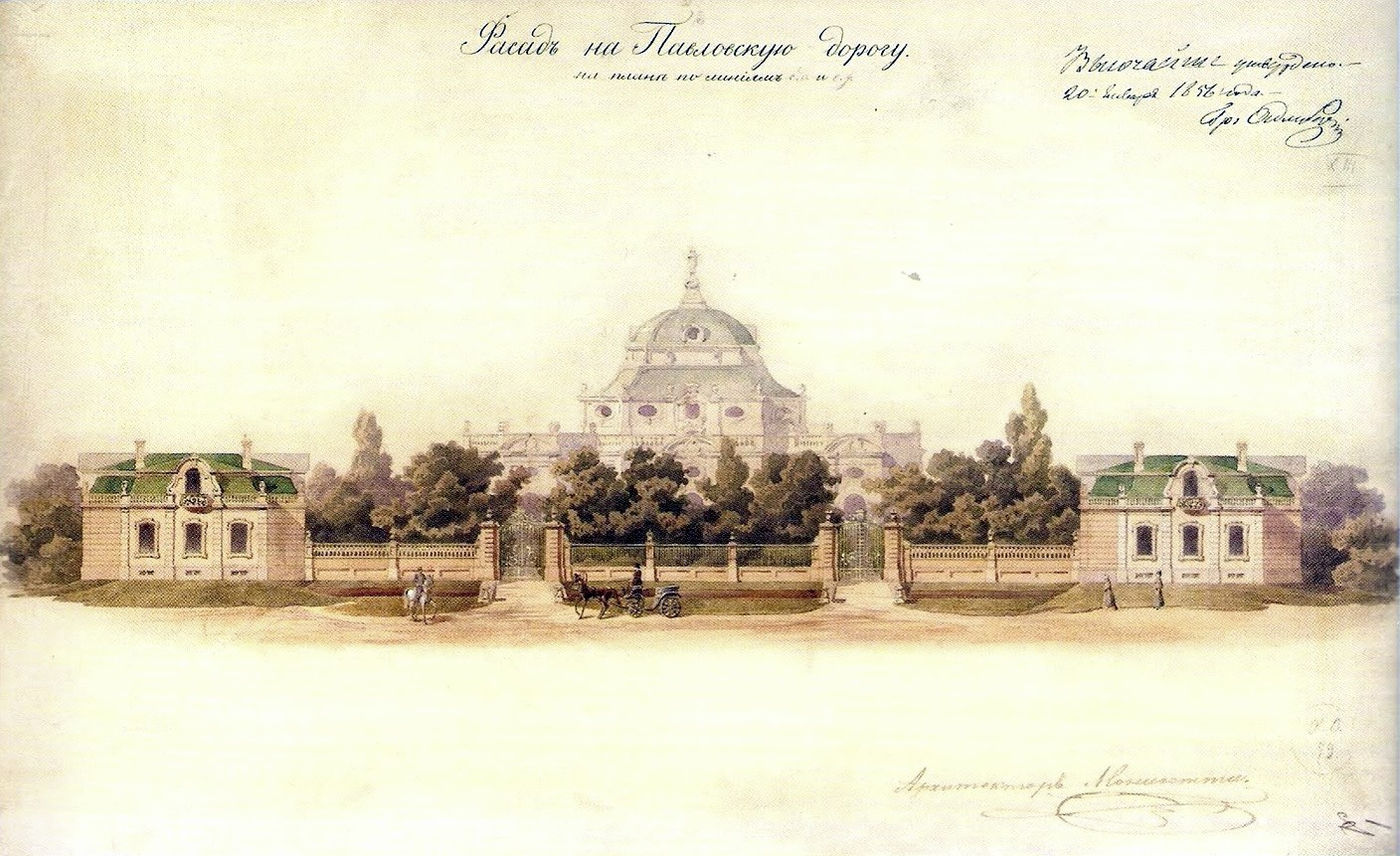
La villa Youssoupov.

## Illustrations des parcs

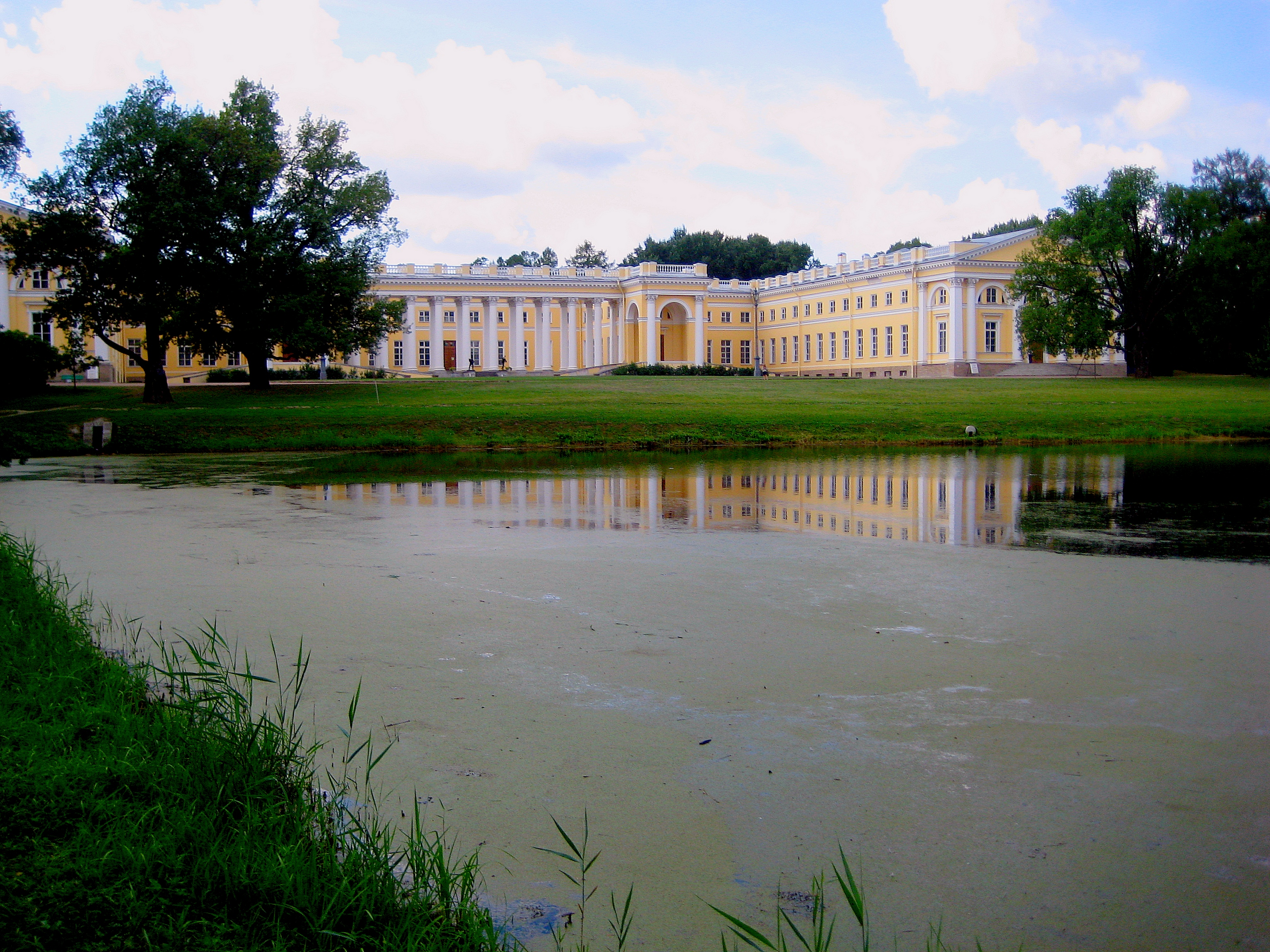
Du palais Alexandre
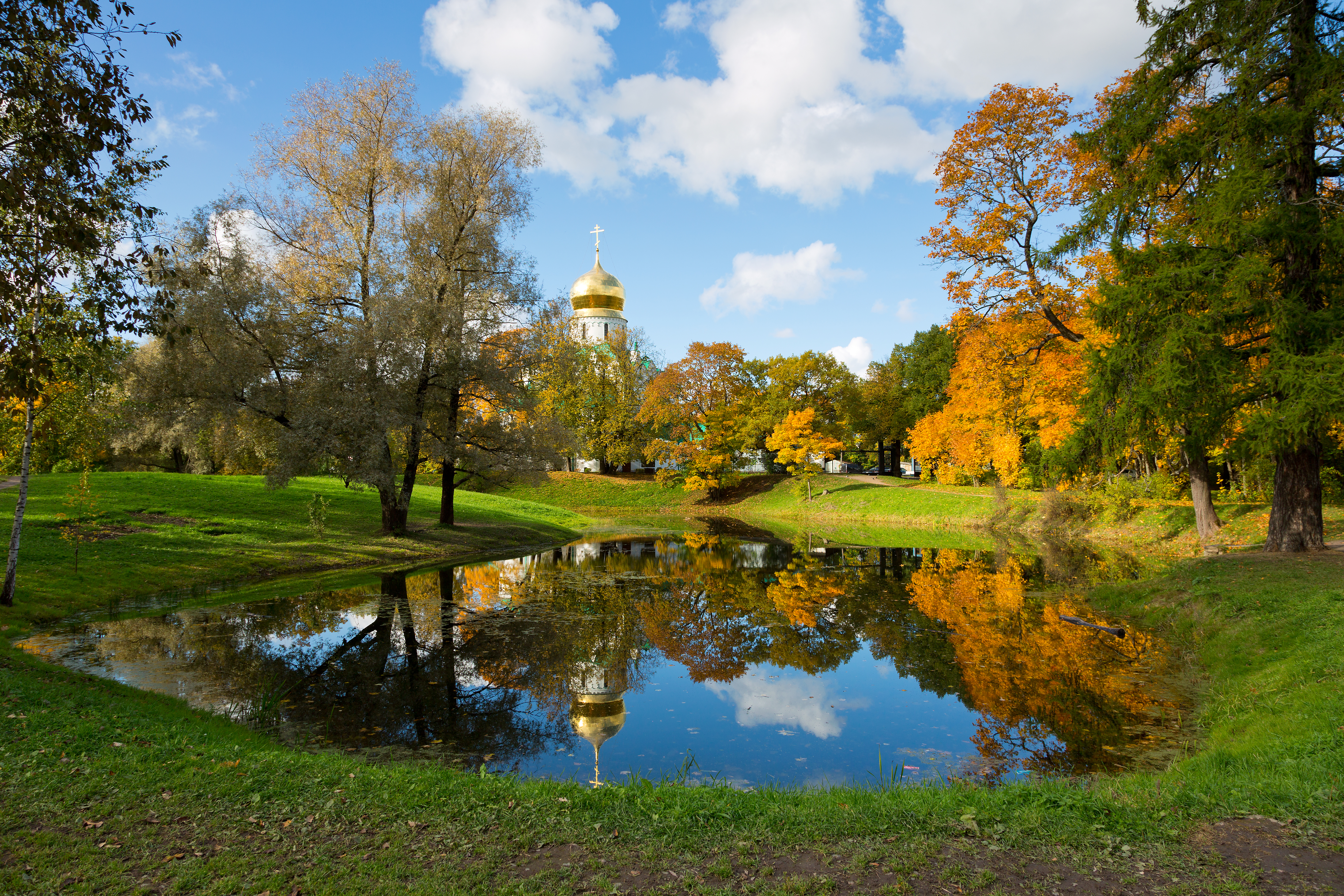
Autour de la Cathédrale Féodorovsky.
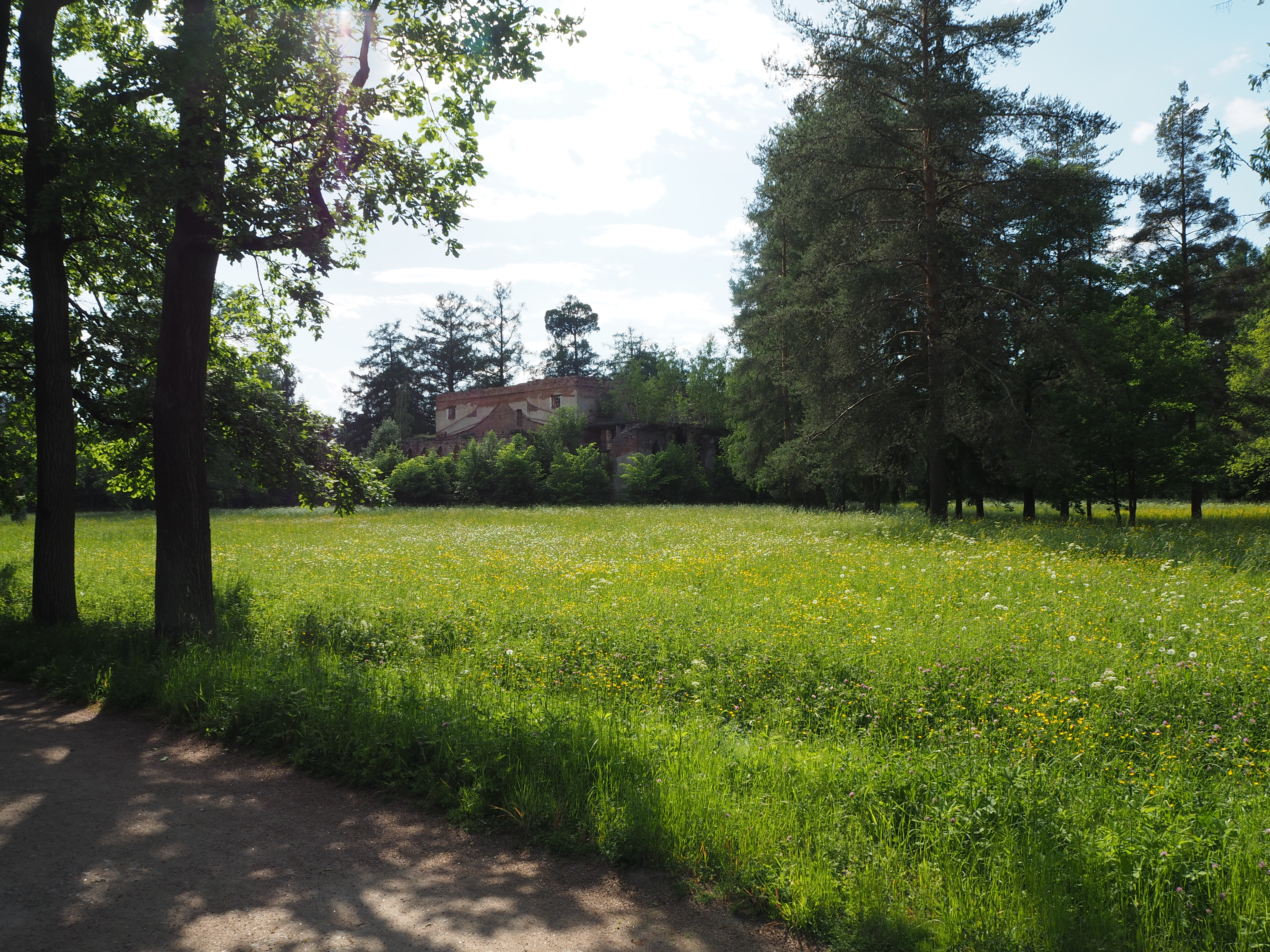
Celuis du Théâtre chinois de Tsarskoïe Selo.
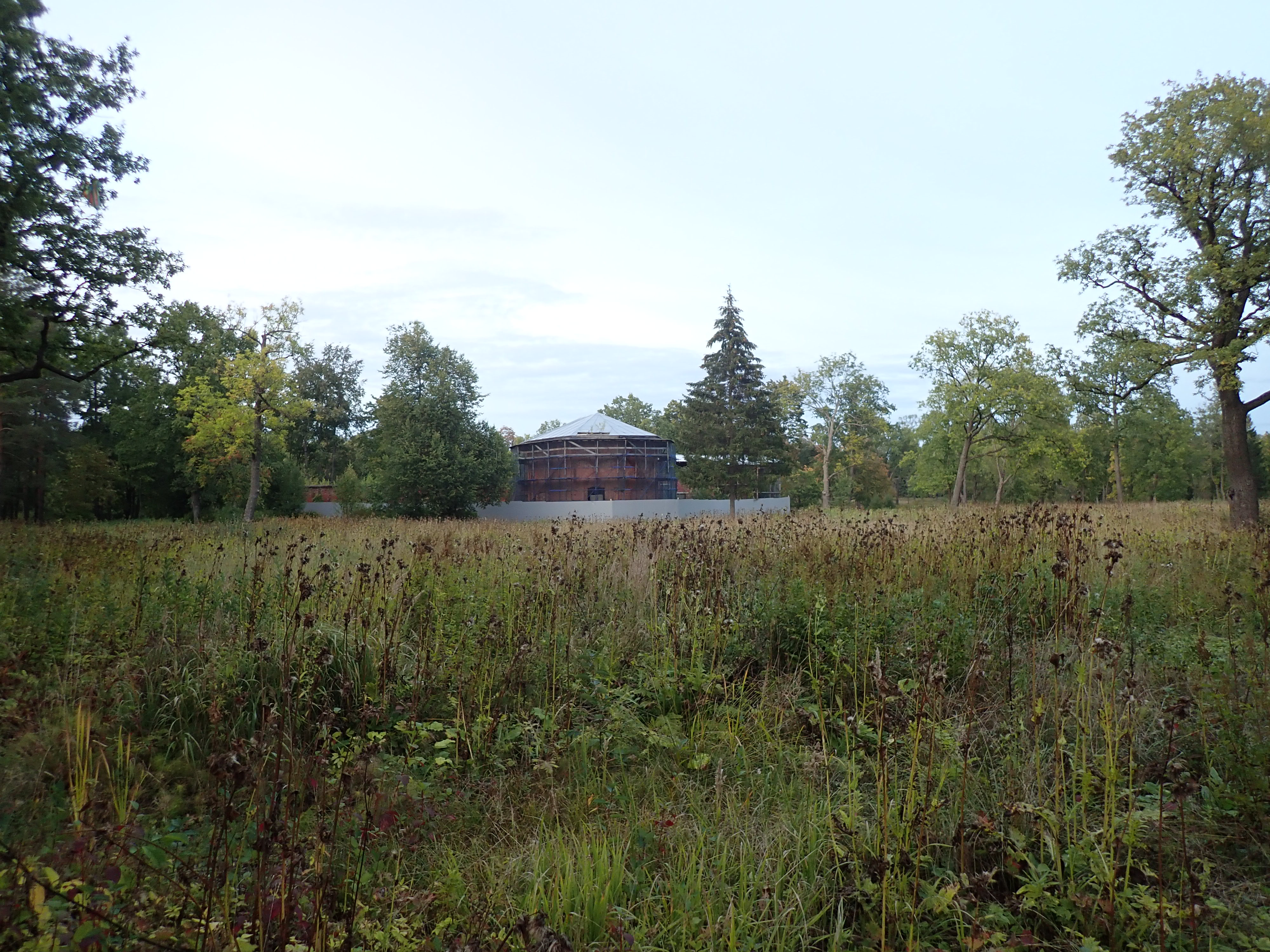
Du Palais Babolovski.
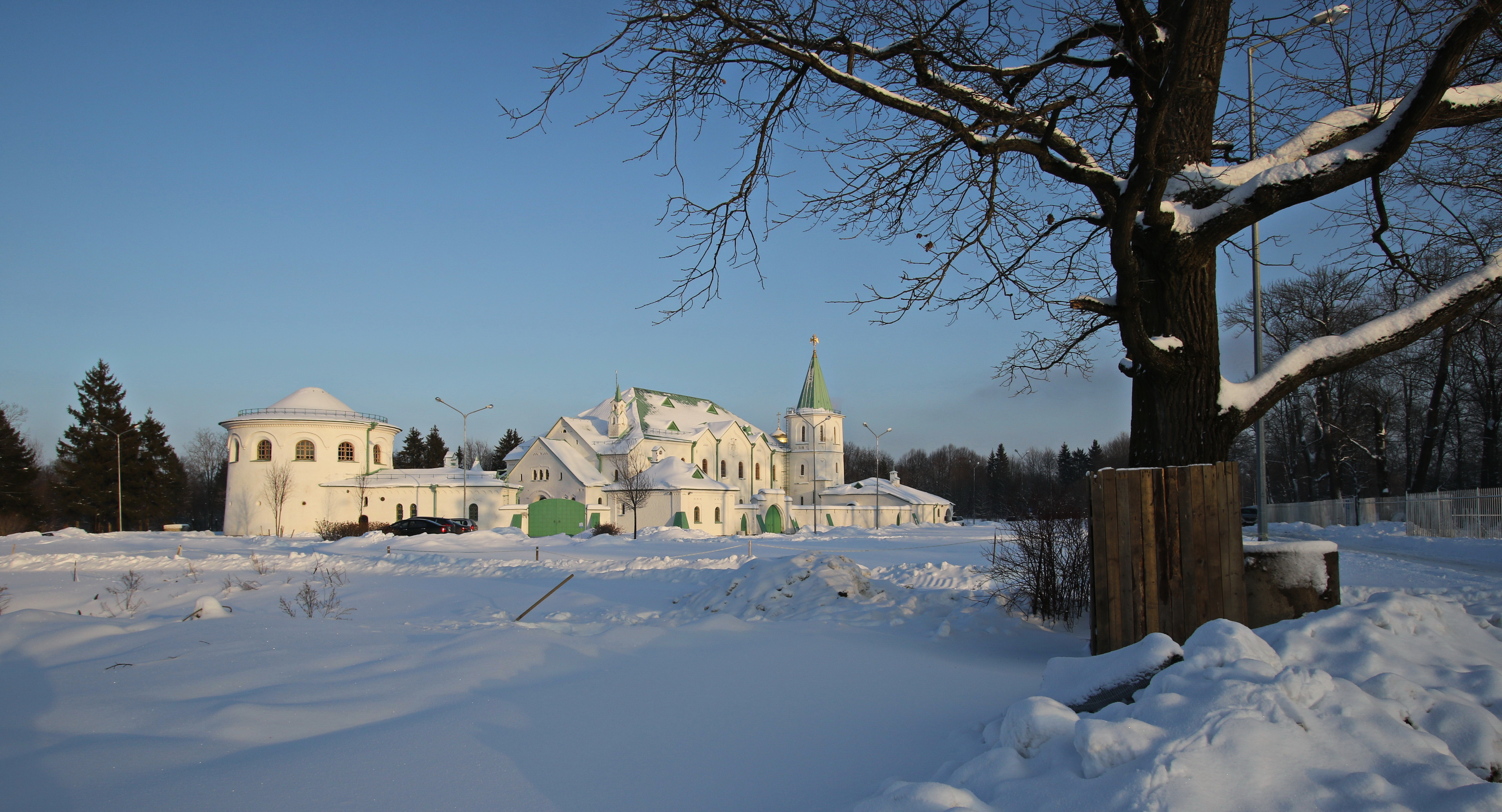
Du palais Ratnaïa et son musée de la guerre.